# 学生寮
学生寮（がくせいりょう、英語: student dormitory）は、学校で学ぶ学生や生徒、児童を受け入れるための寮。学寮（がくりょう）とも呼ばれる。
学生ら全員が寮で生活することを原則とする全寮制の学校もあり、イギリスではボーディングスクール（寄宿学校）と呼ばれる。学生らが起居できる下宿や賃貸集合住宅がある市街地に近くても全寮制にして、外国からの留学生を含む在校生が共同生活することによって交流や切磋琢磨、語学力向上といった効果を期待する学校もある。
イギリスのパブリックスクールでは自治寮の伝統があり、日本の旧制高校の寮もそれを踏襲した。

## アメリカの学生寮

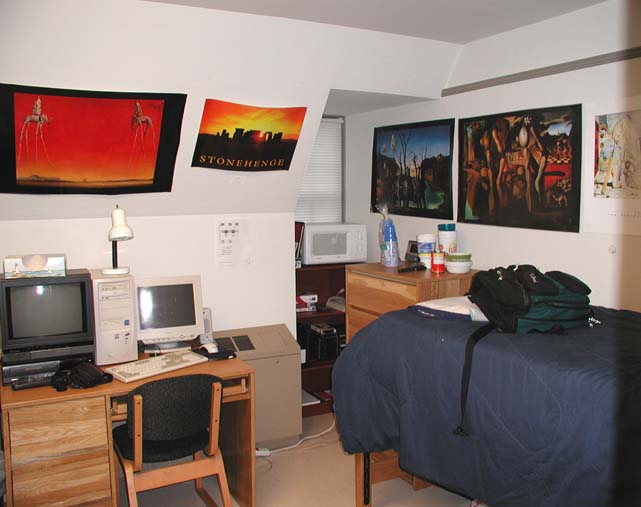
典型的なアメリカの学生寮

### 大学
アメリカ合衆国の大学では寮が設けられる場合にはキャンパス内に設けられていることが多い。アメリカの大学の寮の形態には、男子寮（men's dorm）、女子寮（women's dorm）、男女共有寮（co-ed dorm）があり、上級者専用の寮や留学者専用の寮など対象が定められている寮もある。大学の寮には娯楽室、自習室、コンピュータルーム、ラウンジ、洗濯室等が設けられている。
学生の交流組織であるフラタニティとソロリティが運営する宿舎も寮として機能している（フラタニティとソロリティ#フラタニティ／ソロリティ宿舎の節参照）。

## 留学生宿舎、混住寮、混住型学生寮
留学生のみの学生寮を留学生宿舎、留学生などと共に生活する混住寮（混住型学生寮）という。

## 学生寮を扱った作品
- 小説
  - 恩田陸『ネバーランド』集英社
  - 村上春樹『ノルウェイの森』講談社、及びその元となった「螢・納屋を焼く・その他の短編」
  - 佐川光晴『二月』『八月』(短編集『静かな夜』所収。2012年 左右社)。作者は1983年に北海道大学恵迪寮入寮。
  - 椰月美智子『緑のなかで』（2018年 光文社）[7][8]。
- 随筆
  - 北杜夫『どくとるマンボウ青春記』
- 映画
  - 「アニマルハウス」 - アメリカ、1979年
  - 山田洋次「ダウンタウン・ヒーローズ」 - 日本、松竹、1987年
  - 「清き國ぞとあこがれぬ」 - 日本 北海道放送 2013年[9]
- 漫画
  - 那州雪絵『ここはグリーンウッド』
  - 紺野キタ『ひみつの階段』ポプラ社
  - 天津冴『まるごと♥杏樹学園』
  - 小山田いく『ぶるうピーター』
  - 春田なな『ラブ・ベリッシュ!』